# Hafei Ruiyi
A Hafei Ruiyi é uma microvan, derivação de uma pickup, produzida pela empresa chinesa Hafei Motor e desenvolvida em parceria com a "Pininfarina" de acordo com a importadora. Porém, a Pininfarina não tem esse veículo como desenhado por eles.
A Ruiyi é oferecida no Brasil e no Uruguai sob a marca Effa Motors e também por outras importadoras com diversas variações de nomes.
Em dezembro de 2007 a Ruiyi foi lançada no Chile junto com o Zhongyi e Lobo. 
Microvans e derivados de pickups foram extremamente populares no Chile durante as décadas de 70 e 80, e são amplamente conhecidos como "pan de molde" (pão de forma), uma tradução quase literal do mandarim, "Yīpiàn miànbāo".
A Hafei Ruiyi é vendida como um micro utilitário nos Estados Unidos pela Mag International Inc., sendo conhecida no mercado americano como T-MAG e/ou T-MAG XC. MAG é também o desenvolvedor exclusivo e o fornecedor de uma versão elétrica do utilitário. 

## Galeria

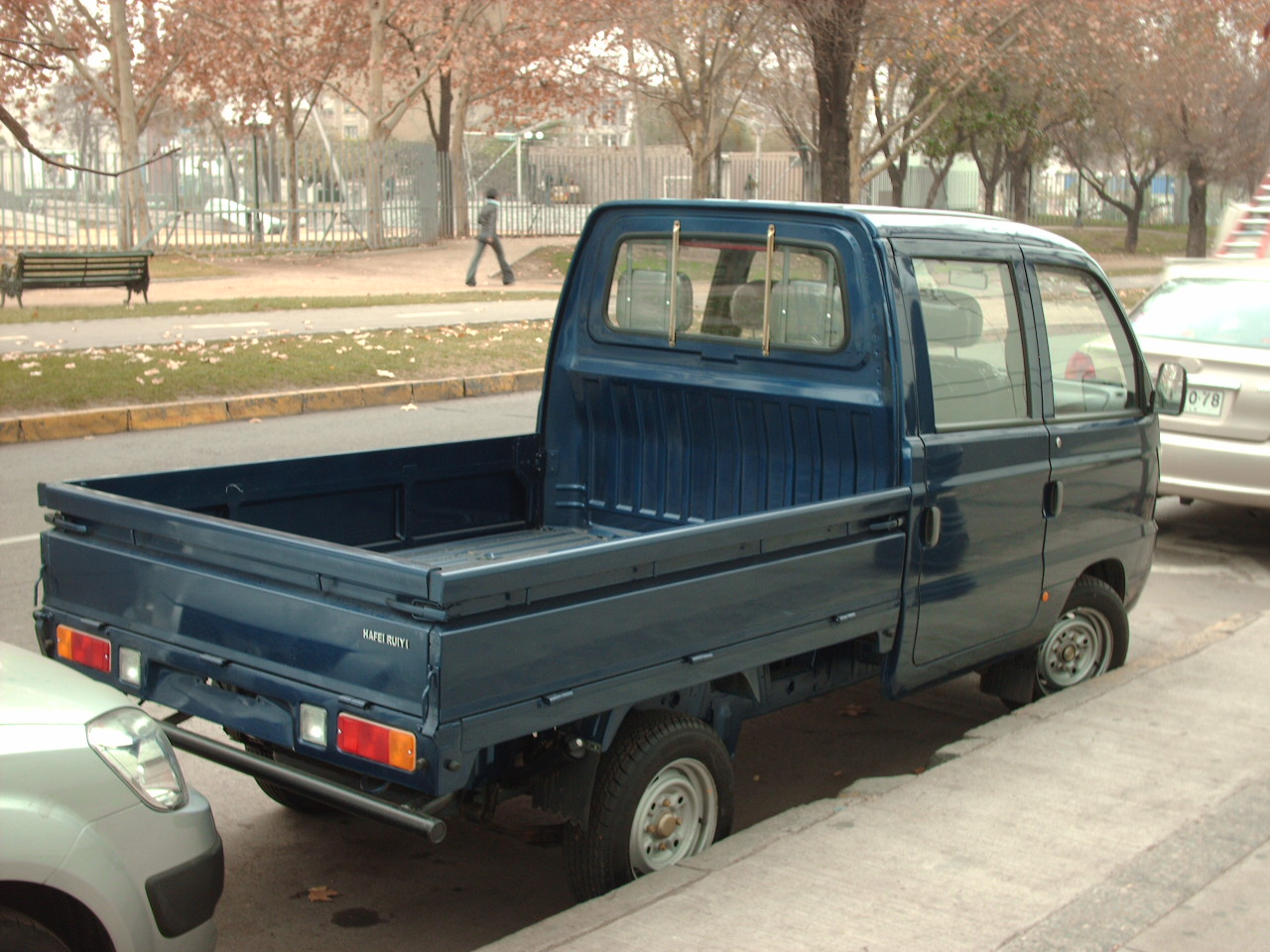
Hafei Ruiyi, versão nova com cabine dupla.
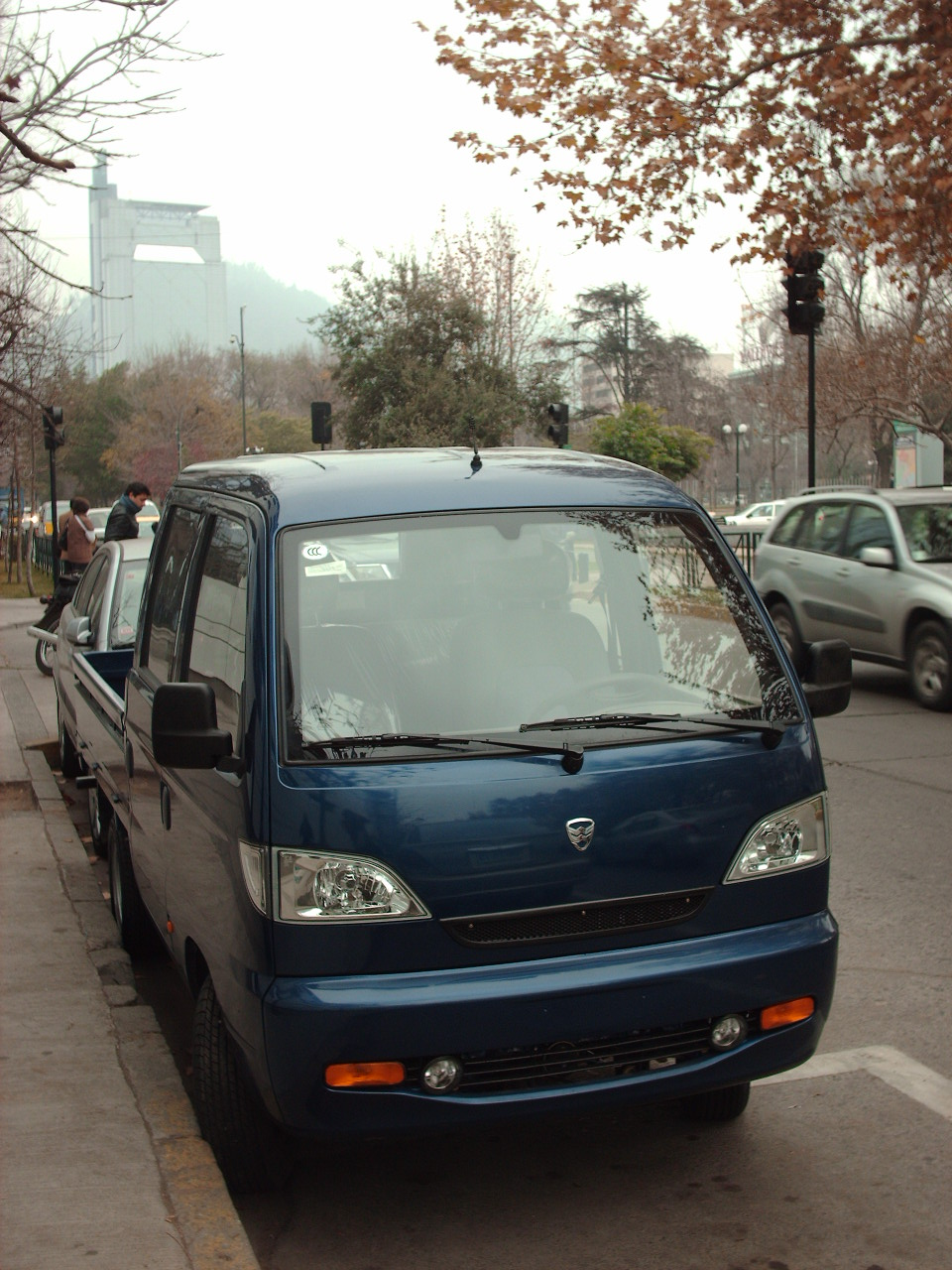
Visão frontal da nova Hafei Ruiyi.
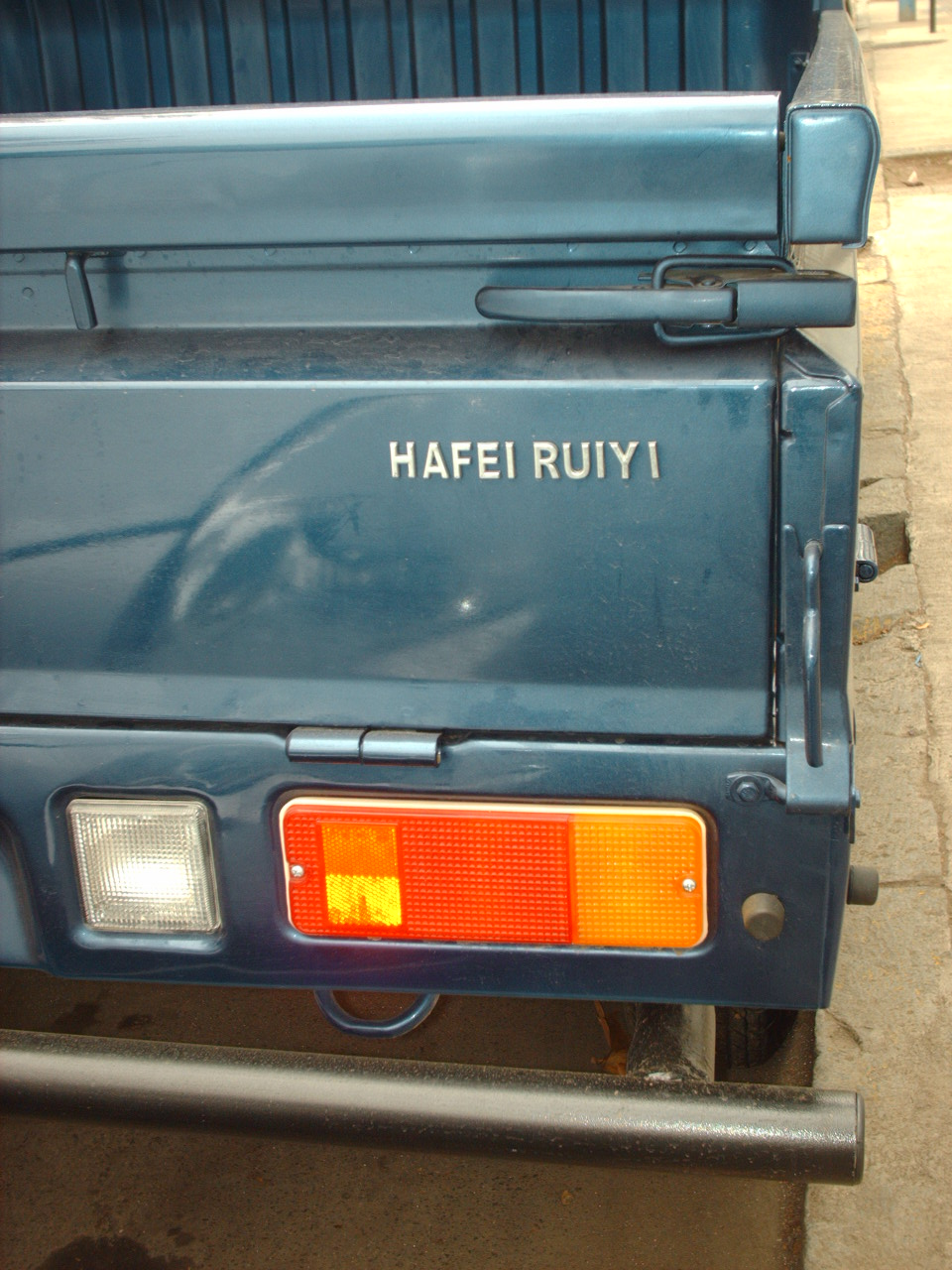
Hafei Ruiyi, lanterna traseira.
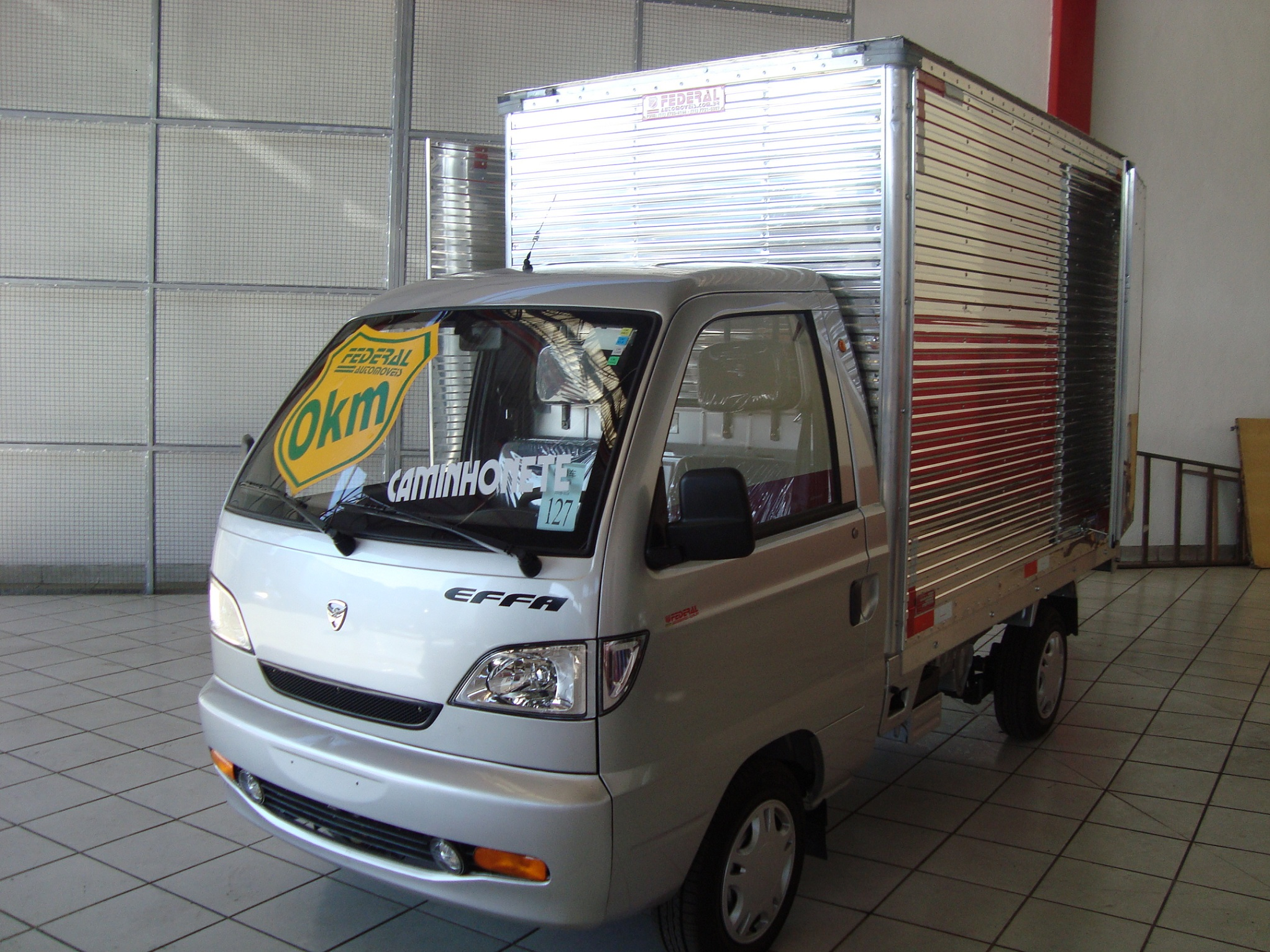
Hafei Ruiyi (Effa Picape), versão baú.